# احمدآباد (زرندیه، غرب)
احمدآباد یک روستا در ایران است که در دهستان حکیم‌آباد بخش مرکزی شهرستان زرندیه واقع شده‌است. براساس سرشماری مرکز آمار ایران در سال ۱۳۹۵، احمدآباد ۱۳ نفر جمعیت دارد.